# Madhuca bourdillonii
Madhuca bourdillonii là một loài thực vật có hoa trong họ Hồng xiêm. Loài này được (Gamble) H.J.Lam mô tả khoa học đầu tiên năm 1927.